# Ilja Pervuchin
Ilja Aleksejevitj Pervuchin (ryska: Илья Алексеевич Первухин), född den 6 juli 1991 i Tver, Ryssland, är en rysk kanotist.
Han tog OS-brons i C2 1000 meter i samband med de olympiska kanottävlingarna 2012 i London.